# 얼 캐머런

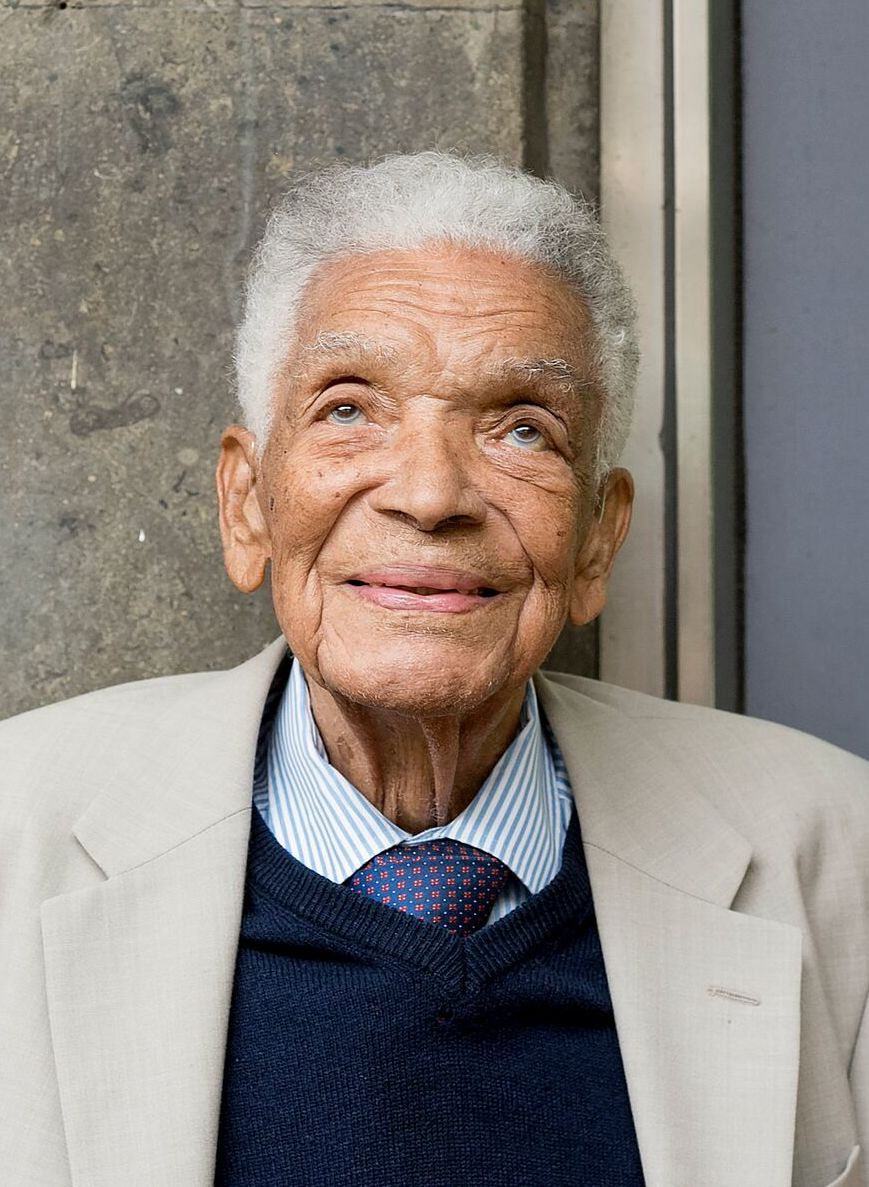

얼 캐머런(Earl Cameron, 1917년 8월 8일 ~ 2020년 7월 3일)은 영국의 배우, 영화배우, 연극 배우, 텔레비전 배우이다.
펨브로크 교구에서 태어났으며 케닐워스에서 사망하였다.

## 영화
- 업 온 더 루프 (2013년)
- 인셉션 (2010년) - 엘더리 밸드 맨 역
- 더 퀸 (2006년)
- 인터프리터 (2005년) - 주와니 역
- 웨이킹 더 데드 (2000년)
- 쿠바 (1979년)
- 크라운 코트 (1972년)
- 더 리볼루셔너리 (1970년)
- 투 어 페니 (1967년)
- 007 선더볼 작전 (1965년)
- Guns at Batasi (1964년)
- 비밀첩보원 (1964년)
- 정글왕 타잔 (1963년)
- 타잔의 위기 (1960년)
- 야성의 킬리만자로 (1959년)
- 사파이어 (1959년) - 로빈스 박사 역
- 어미진시 콜 (1952년)
- 풀 오브 런던 (1951년)
- 데어 이즈 어나더 선 (1951년)